# Pedicularis hirsuta
Pedicularis hirsuta — вид трав'янистих рослин родини вовчкові (Orobanchaceae), зростає в арктичних зонах, досягаючи на південь гір в північній бореальній зоні Європи, Росії й Північної Америки.

## Опис
Це багаторічна поодинока трав'яниста рослина з помірно товстим коренем, який розгалужений, коричневий або білий. Каудекс 0.2–0.8 см завтовшки, що закінчуються одною або більше розетками до 5–10 см в ширину. Одне або кілька прямих простих квіткових стебел 2–10 см заввишки з кількома листками, густо запушені білими волосками. Види Pedicularis є пів-паразитами й частково отримують поживні речовини з інших видів за допомогою кореневих з'єднань. Листки чергові. Розеткові листи до 3–5 см; черешки приблизно завдовжки з листові пластини, вузько крилаті; листові пластини майже лінійних обрисів, перисті, рідко волохаті. Нижні стеблеві листки піхвоподібні, зі зниженими лопатями і розширеними серединними жилками, голі або з дуже рідкісними білими волосками. Середні стеблові листя схожі на розеткові листки, але з короткими черешками й волохаті.
Суцвіття містять 5–10 (або більше) яскраво-рожевих квітів на коротких ніжках. Нижні приквітки набагато довші, ніж квіти, верхні — приблизно такі ж. Черешки приквітків широко крилаті, 2/3 довжини приквітків. Квіти моносиметричні, висхідні. Віночок 0.8–1.3 см з трубчастою частиною і двома губами. Нижня губа трилопатева; бічні лопаті ширші, ніж у середньої, голі. Верхня губа вузько-шоломоподібна, гола. Тичинок 4, 2 короткі й 2 довші. Плоди — однокамерні серпоподібні капсули 10–12 × 3–5 мм, з отвором у верхній частині й із великою кількістю насіння. Насіння дрібне і коричневе.

## Відтворення
Статеве розмноження насінням; немає вегетативного розмноження. Квітки пристосовані до запилення комахами. Також можливо, що багато квітів самостійно запилюються. Жорсткі стебла і горішній отвір капсули є пристосуваннями до балістичного розсіювання.

## Поширення
Зростає в арктичних зонах, досягаючи на південь гір в північній бореальній зоні Європи (північні частини Норвегії [а також Шпіцберген], Швеції, Фінляндії), Росії й Північної Америки (Ґренландія, північний схід Канади, Аляска).
Найбільш поширений у від помірних до густих пустищах, на трав'янистих площах, у вологій тундрі й нерівній місцевості. Через те пів-паразитний спосіб життя P. hirsuta ледь виживає в умовах рідкісної рослинності. Зазвичай росте на змішаних ґрунтах помірно дренажних чи вологих. У значній мірі байдужий до реакції ґрунту (рН), але, можливо, уникає області з найбільш кислими субстратами. Потребує мінімум захисту снігу в зимовий період.